# Set the Fire to the Third Bar
"Set the Fire to the Third Bar" é uma música do quarto álbum de Snow Patrol, Eyes Open, apresentando Martha Wainwright como convidada no vocal. A música foi lançada como um single em 13 de Novembro de 2006.

## Faixas
- UK CD (lançada em 13 de Novembro de 2006)

1. "Set the Fire to the Third Bar" (featuring Martha Wainwright) [versão do álbum] - 3:22
2. "You're All I Have (Ao vivo de Hamburgo) - 4:42

- UK 7" (lançada em 13 de Novembro de 2006)

1. "Set the Fire to the Third Bar" (featuring Martha Wainwright) [versão do álbum] - 3:22
2. "Chasing Cars" (ao vivo)

- UK Promo CD

1. "Set the Fire to the Third Bar" (featuring Martha Wainwright) [edição de rádio] - 3:16
2. "Set the Fire to the Third Bar" (featuring Martha Wainwright) [versão do álbum] - 3:22

## Paradas musicais
| Paradas                | Ano  | Melhor posição |
| ---------------------- | ---- | -------------- |
| Bélgica Ultratop 50    | 2008 | 41             |
| Irlanda Singles Top 50 | 2006 | 22             |
| UK Singles Top 75      | 2006 | 18             |
| Billboard Hot 100      | 2010 | 54             |
| UK Singles Chart       | 2010 | 36             |